# 小叶毛蕨
小叶毛蕨（学名：Cyclosorus parvifolius），为金星蕨科毛蕨属下的一个植物种。其种加词“parvifolius”意为“小叶的”。